# U.S. Route 160 (Arizona)
La U.S. Route 160 o Ruta Federal 160 (abreviada US 160) es una autopista federal ubicada en el estado de Arizona. La autopista inicia en el oeste desde la US 89     en Tuba City hacia el este en la US 160 . La autopista tiene una longitud de 2.357,6 km (1465 mi).

## Mantenimiento
Al igual que las carreteras estatales, las carreteras interestatales, y el resto de rutas federales, la U.S. Route 160 es administrada y mantenida por el Departamento de Transporte de Arizona por sus siglas en inglés ADOT.

## Cruces
La U.S. Route 160 es atravesada principalmente por la  US 191     en Condado de Navajo
 US 64     en Teec Nos Pos.